# Giáo hoàng Stêphanô V
Stêphanô V (Latinh: Stephanus V hoặc VI) là vị giáo hoàng thứ 110 của giáo hội công giáo. Sau khi đức Adrianus III qua đời khi chỉ cai trị giáo hội trong 17 tháng Stephanus được đưa lên làm Giáo hoàng. Theo niên giám tòa thánh năm 1806 thì ông đắc cử Giáo hoàng năm 885 và cai quản giáo hội trong khoảng 6 năm. Niên giám tòa thánh năm 2003 xác định triều đại của ông kéo dài từ tháng 9 năm 885 cho tời ngày 14 tháng 9 năm 891.
Stephanus sinh tại Rôma. Ông nghiêm cấm việc tra tấn bằng lửa và nước tại các toà án và ngài khuyến khích các ngành mỹ thuật và thủ công.
Vào năm 886, Giáo hoàng đã đặt vương miện hoàng đế cho Louis III. Tuy nhiên, lễ xức dầu và đặt vương miện chỉ là để quốc dân nhìn nhận sự hợp pháp của một ông vua chứ không bảo vệ được một triều đại khỏi sự sụp đổ. Việc đặt vương miện cho Louis III đã không thể lấy lại được quyền uy cho những ông vua cuối thời nhà Carolingien.
Giáo hoàng phải đi tìm một người bảo trợ hữu hiệu khác. Trong khi ông còn đang tìm cách kết thân với những ông hoàng xa xôi, thì quyền tòa thánh rơi vào tay lũng đoạn của nam tước xứ Spoleta.
Ông có được mối quan hệ tốt đẹp với Leo VI, hoàng đế Đông Phương, chính ông tuyên bố chống lại lạc giáo Photius. Quãng đời còn lại ông là bị truất phế, giam lỏng ở một tu viện và cuối cùng ông qua đời ở đó. Thánh Đế Rôma lụi tàn và trở thành ba nước: Ý, Pháp và Đức.